# 2024~2025년 오스트레일리아 근해 사이클론
2024~2025년 오스트레일리아 근해 사이클론(영어: 2024~2025 Australian region cyclone season)은 2024년 8월 18일에서 2025년 사이에 오스트레일리아 근해에서 발생한 사이클론을 기록한 문서이다. 총 12개의 사이클론과 13개의 열대저기압이 발생했다.

## 특징

### 시즌에 대한 설명
이 지역은 5개의 열대저기압 경보 센터(TCWC)가 감시한다. 그 5개 기구는 적도에서 11°S까지, 90°E에서 145°E 사이에서 발생한 열대저기압을 모니터링하는 인도네시아의 TCWC 자카르타, 파푸아뉴기니의 TCWC 포트모르즈비, 그리고 모든 지역을 모니터링하는 오스트레일리아 기상청의 TCWC 퍼스, TCWC 다윈, TCWC 브리즈번이다.
또한 이 시즌은 2024년 7월 1일부터 2025년 6월 30일 사이 발생하는 열대저기압들을 말한다.
참고로 오스트레일리아 근해의 TCWC들은 최대풍속 34kt 미만의 열대 저기압을 "저기압(tropical low)"이라 하므로, 원래 의미의 저기압(low pressure)과 혼동되어서는 안 된다.

참고로 이 문서에선 사이클론 발생 날짜를 쓰지 않고 열대요란 발생 날짜를 발생일로 쓴다.

## 통계

### 월별 사이클론 발생 개수
| -                                     | 7월       | 8월       | 9월       | 10월      | 11월      | 12월      | 1월       | 2월       | 3월       | 4월       | 5월       | 6월       | 합계 |
| ------------------------------------- | --------- | --------- | --------- | --------- | --------- | --------- | --------- | --------- | --------- | --------- | --------- | --------- | ---- |
| 2024-2025년                           | 0 (0)     | 0 (0)     | 0 (0)     | 0 (0)     | 1 (1)     | 0 (1)     | 4 (5)     | 3 (8)     | 0 (8)     | 0 (8)     | 0 (8)     | 0 (8)     | 8    |
| 10년 평균 (2014~2024년)               | 0.1 (0.1) | 0.0 (0.1) | 0.1 (0.2) | 0.0 (0.2) | 0.5 (0.7) | 1.0 (1.7) | 1.5 (3.2) | 1.6 (4.8) | 1.9 (6.7) | 1.0 (7.7) | 0.4 (8.1) | 0.0 (8.1) | 8.1  |
| *괄호 안의 숫자는 누적 사이클론 수임. |           |           |           |           |           |           |           |           |           |           |           |           |      |

## 사이클론 이름
| - 제1호 사이클론 로빈 (24-2501) - 제2호 사이클론 09U (24-2502) - 제3호 사이클론 션 (24-2503) - 제4호 사이클론 탈리아 (24-2504) - 제5호 사이클론 빈스 (24-2505) | - 제6호 사이클론 젤리아 (24-2506) - 제7호 사이클론 알프레드 (24-2507) - 제8호 사이클론 비앙카 (24-2508) - 제9호 사이클론 25U (24-2509) - 제10호 사이클론 코트니 (24-2510) | - 제11호 사이클론 다니엘 (24-2511) - 제12호 사이클론 에롤 (24-2512) |

### BoM
| - 로빈 (24-2501) - 션 (24-2503) - 탈리아 (24-2504) - 로빈 (24-2505) - 젤리아 (24-2506) | - 알프레드 (24-2507) - 비앙카 (24-2508) - 코트니 (24-2509) - 다니엘 (24-2510) - 애롤 (24-2511) |

### TCWC 자카르타
| - 바쿵 (사용안함) - 켐파카 (사용안함) - 달리아 (사용안함) - 플라멩구 (사용안함) - 케낭가 (사용안함) |

### TCWC 포트모르즈비
| - 알루 (사용안함) - 부리 (사용안함) - 도도 (사용안함) - 에마우 (사용안함) - 페레 (사용안함) |

## 같이 보기
- 2024~2025년 남태평양 사이클론
- 2024~2025년 남서인도양 사이클론
- 북서태평양 태풍: 2024, 2025
- 북인도양 사이클론: 2024, 2025
- 동태평양 허리케인: 2024, 2025
- 북대서양 허리케인: 2024, 2025